# Frédéric Vagnair de Marizy
Frédéric Christophe Henri Pierre Claude Vagnair dit Marisy (ou Marizy ou Van Marisi) est un général français de la Révolution et de l’Empire, né le 8 juillet 1765 à Altroff en Lorraine et mort le 1er février 1811 à Talavera la Vieja, en Espagne.

## Biographie

### Parcours sous l'Ancien Régime et la Révolution
Entré en service le 11 février 1779 comme cadet dans le régiment de Conflans-hussards, il y passe sous-lieutenant le 2 janvier 1784, lieutenant le 27 mai 1788 et capitaine le 29 avril 1792. Le 1er juillet 1792, il rejoint la légion de Kellermann, et le 4 octobre 1793, obtient son brevet de chef d’escadron. Cette légion étant devenue le 7e régiment de hussards le 19 juin 1794, il en devient le chef de brigade le 24 du même mois. 
Employé à l’armée du Rhin de l’an III à l’an V, il se distingue le 5 août 1796 à l’affaire de Bopfingen, où il est blessé de trois coups de sabre, ainsi que le 16 mars 1797 à Willingen, où il a un cheval tué sous lui. De 1798 à 1799, toujours à la tête du 7e hussards, il sert à l’armée d'Helvétie ; en 1800-1801 à l’armée du Rhin, puis en 1802 dans le Hanovre. 
Il est promu général de brigade le 24 mars 1803. Mis en non activité le 2 avril suivant, il reçoit un commandement au camp de Nimègue, le 2 mai 1803. Il est fait chevalier de la Légion d’honneur le 11 décembre 1803 et commandeur de l’ordre le 14 juin 1804.

### Général de l'Empire
À partir d'août 1805, il fait campagne au sein du 1er corps de la Grande Armée dirigé par le maréchal Bernadotte. Il y commande la première brigade de cavalerie légère de la division Kellermann, poste dans lequel il participe notamment à la bataille d'Austerlitz au cours de laquelle il est blessé. D'octobre 1806 à 1808, il commande une brigade de cavalerie légère dans la 3e division de dragons du général Beaumont. Il prend ainsi part à la campagne de Prusse et participe aux batailles d'Eylau, Heilsberg et Friedland. Il est créé baron de l’Empire le 22 novembre 1808.
En 1808, le général Marizy est affecté au 2e corps de l’armée d’Espagne, où il commande une brigade de dragons sous les ordres de La Houssaye. Il est ensuite affecté au 5e corps du maréchal Mortier. Il est à nouveau blessé au combat du pont d'Arzobispo, le 8 août 1809. Alors qu'il marchait sur la route de Bohonal, il est pris pour cible à Talavera la Vieja par un groupe de francs-tireurs espagnols mené par le guérillero Feliciano Cuesta. Blessé à la cuisse, il meurt des suites de ses blessures le 1er février 1811. Son nom est inscrit sur l’arc de triomphe de l’Étoile, 30e colonne.

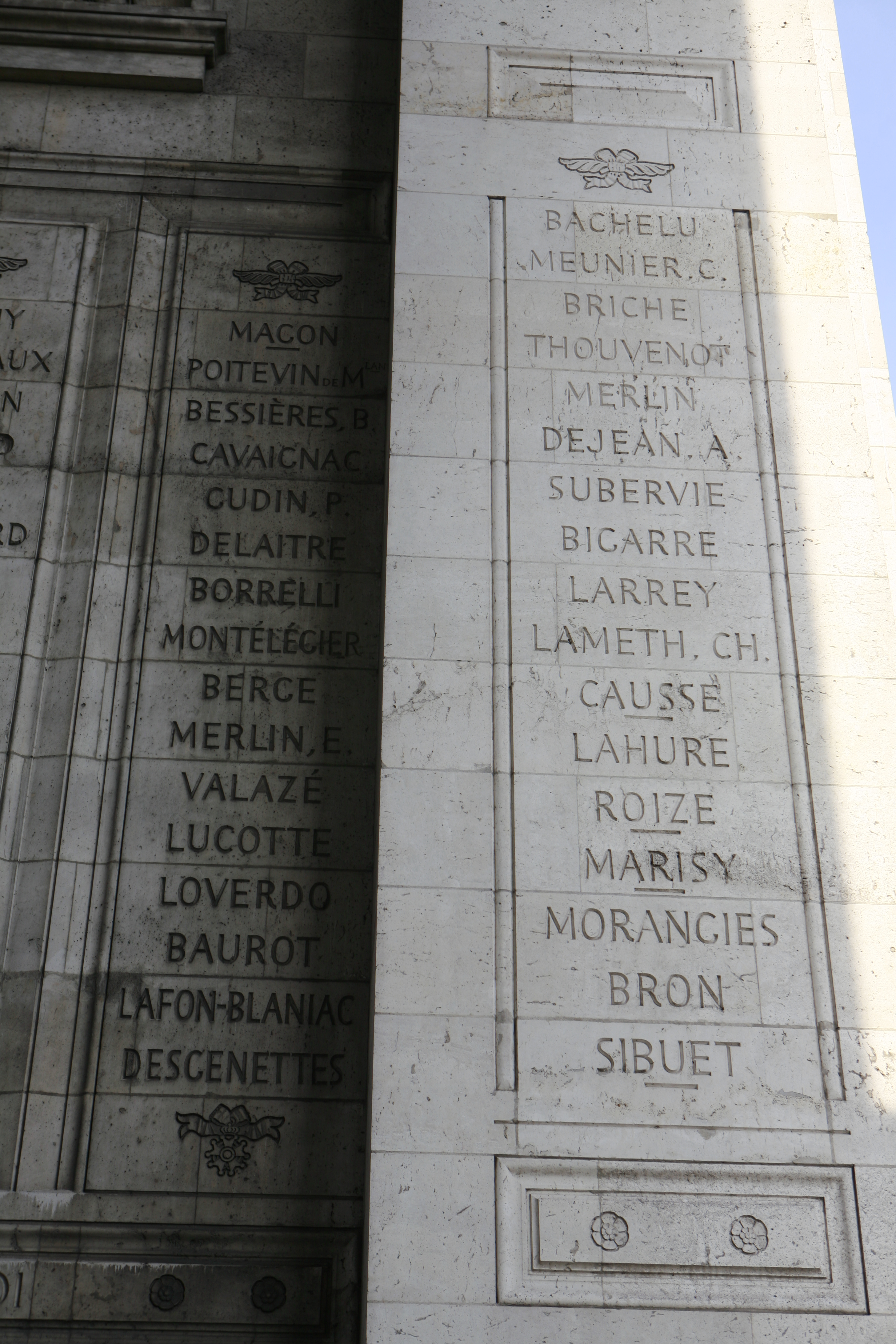
Noms gravés sous l'arc de triomphe de l'Étoile : pilier Sud, 29e et.

## Armoiries
- Baron de l’Empire le 19 mars 1808 (décret), le 22 novembre 1808 (lettres patentes)

- Parti de sinople et de gueules coupé d'azur; le sinople aux deux étoiles d'argent posées en pal, le gueules au signe des barons militaires; l'azur au chevron d'or accompagné en chef de deux cors de chasse, et en pointe d'une molette d'éperon aussi d'or - Livrées : bleu, rouge, jaune, verd ; le verd dans les bordures seulement 

## Dotations
- Dotation de 10 000 francs de rente annuelle sur la Westphalie le 17 mars 1808.

## Sources
- (en) « Generals Who Served in the French Army during the Period 1789 - 1814: Eberle to Exelmans »
- Thierry Pouliquen, « Les généraux français et étrangers ayant servis [sic] dans la Grande Armée » (consulté le 24 mai 2014)
- « La noblesse d’Empire » (consulté le 24 mai 2014)
- « Cote LH/1745/41 », base Léonore, ministère français de la Culture
- A. Lievyns, Jean Maurice Verdot, Pierre Bégat, Fastes de la Légion-d'honneur, biographie de tous les décorés accompagnée de l'histoire législative et réglementaire de l'ordre, volume3, Bureau de l’administration, 1844, 529 p. (lire en ligne), p. 319.
- (pl) « Napoléon.org.pl »